# El Hinojo
El Hinojo är en ort i Mexiko.   Den ligger i kommunen Loreto och delstaten Zacatecas, i den centrala delen av landet, 400 km nordväst om huvudstaden Mexico City. El Hinojo ligger 2 302 meter över havet och antalet invånare är 401.
Terrängen runt El Hinojo är kuperad åt sydväst, men åt nordost är den platt. Terrängen runt El Hinojo sluttar norrut. Runt El Hinojo är det ganska glesbefolkat, med 21 invånare per kvadratkilometer. Närmaste större samhälle är El Nigromante, 10,7 km öster om El Hinojo. Omgivningarna runt El Hinojo är i huvudsak ett öppet busklandskap.